# Budafok
Budafok est un quartier de Budapest situé dans le 22e arrondissement de Budapest.